# Abd ar-Rahman ibn Abd al-Aziz Al Su’ud
Abd ar-Rahman ibn Abd al-Aziz Al Su’ud (ur. 1931, zm. 13 lipca 2017 w Dżuddzie) – saudyjski książę, wiceminister obrony i lotnictwa od 1978 do 5 listopada 2011 roku, członek klanu Sudairi w królewskiej rodzinie Saudów.

## Życiorys
Abd ar-Rahman kształcił się na Zachodzie. Następnie z powodzeniem prowadził tam interesy i biznes. Po powrocie do kraju, w 1978 objął stanowisko wiceministra obrony i lotnictwa, które zajmował od tego samego roku do 5 listopada 2011 roku. Był jednym z najstarszych członków rodziny królewskiej.
Książę Abd ar-Rahman był jednym z wielu synów pierwszego króla Arabii Saudyjskiej, Abd al-Aziza ibn Su’uda i jego żony Hasy bint as-Sudairi.